# Osoba samostatně výdělečně činná
Osoba samostatně výdělečně činná (OSVČ) je termín používaný v českých zákonech o dani z příjmů, o sociálním zabezpečení a zdravotním pojištění pro takovou fyzickou osobu, která má příjmy z podnikání nebo z jiné samostatně výdělečné činnosti. Typicky je OSVČ například živnostník, samostatný zemědělec, samostatně výdělečný umělec, soudní znalec, soukromý lékař, advokát a podobně.
V anglosaském světě se používá poněkud širší výraz self-employed.

## Osoba samostatně výdělečně činná
Za OSVČ je považován ten:
- kdo vykonává samostatnou výdělečnou činnost na základě oprávnění k výkonu takové činnosti, které plyne z českých právních předpisů,
- nebo spolupracuje při výkonu takové samostatné činnosti. Do této kategorie patří také členové rodiny, kteří se zúčastňují na provozu rodinného závodu.

OSVČ zároveň musí být osoba, která ukončila povinnou školní docházku a dosáhla věku alespoň 15 let.
Osobu, která nesplňuje zmíněné podmínky, nelze považovat za OSVČ.

## Příjmy OSVČ
Příjmy z podnikání se pro tento účel podle § 7 odst. 1 zákona č. 586/1992 Sb., o daních z příjmů, rozumí:
- příjmy ze zemědělské výroby, lesního a vodního hospodářství,
- příjmy ze živnosti,
- příjmy z jiného podnikání podle zvláštních předpisů,
- podíly společníků veřejné obchodní společnosti a komplementářů komanditní společnosti na zisku.

Příjmy z jiné samostatné výdělečné činnosti se podle § 7 odst. 2 zákona o daních z příjmů rozumí:
- příjem z užití nebo poskytnutí práv z průmyslového vlastnictví a autorských práv,

- příjem z nájmu majetku zařazeného v obchodním majetku,

- příjem z výkonu nezávislého povolání.

## Práva a povinnosti
OSVČ má tato práva a povinnosti:
- vystupuje pod svým jménem a příjmením,
- ručí celým svým majetkem,
- do určitého obratu (dáno zákonem) může účtovat v soustavě daňové evidence, dříve jednoduchého účetnictví,
- do určitého obratu (dáno zákonem) nemusí prokazovat náklady, ale může je uplatňovat paušálně,
- do určitého obratu (dáno zákonem) nemusí být plátcem daně z přidané hodnoty,
- na rozdíl od podnikajících právnických osob nemusí být zapsána v Obchodním rejstříku,
- má povinnost platit zdravotní pojištění (do 8. dne následujícího kalendářního měsíce)[2] a sociální pojištění (do konce měsíce, který platí); v případě toho, že se OSVČ účastní na nemocenském pojištění, má povinnost platit také to,
- má povinnost podat daňové přiznání finančnímu úřadu, pokud neplatí paušální daň,
- má povinnost podat přehled o příjmech a výdajích správě sociálního zabezpečení a zdravotní pojišťovně, pokud neplatí paušální daň,
- má povinnost oznámit finančnímu úřadu, správě sociálního zabezpečení a zdravotní pojišťovně zahájení, popř. znovuzahájení samostatné výdělečné činnosti (SVČ),
- má povinnost oznámit finančnímu úřadu, správě sociálního zabezpečení a zdravotní pojišťovně ukončení SVČ.[3][4]

## Přerušení podnikání a pokračování podnikání
OSVČ může kdykoliv svou činnost přerušit, ale má povinnost oznámit to příslušným institucím (správě sociálního zabezpečení a zdravotní pojišťovně). Jinak jí hrozí pokuta a také povinnost nadále hradit zálohy na pojistném. Přerušení podnikání mohou živnostenští podnikatelé oznámit na živnostenském úřadu s tím, že současně učiní oznámení o ukončení samostatné výdělečné činnosti (SVČ) příslušným institucím (správě sociálního zabezpečení a zdravotní pojišťovně). Živnostenské úřady totiž vykonávají funkci tzv. Centrálního registračního místa (CRM) a informaci o ukončení SVČ od podnikatelů jsou elektronicky předány správě sociálního zabezpečení a zdravotní pojišťovně. Obdobně to platí, pokud v době přerušeného podnikání podnikatel chce pokračovat v podnikání - zahájení SVČ musí oznámit oběma výše uvedeným institucím.
Zahájení resp. ukončení SVČ je povinen podnikatel oznámit správě sociálního zabezpečení a zdravotní pojišťovně do 8 dnů, a to buď přímo, nebo prostřednictvím CRM.

## Hlavní a vedlejší činnost
O podnikání jako vedlejší činnosti jde v případech, kdy OSVČ současně:
- vykonává zaměstnání,
- pobírá invalidní nebo starobní důchod,
- má nárok na rodičovský příspěvek, nebo peněžitou pomoc v mateřství, nebo je na nemocenské z důvodu těhotenství a porodu,
- osobně pečuje o osobu mladší 10 let, která je závislá na péči jiné osoby,
- osobně pečuje o osobu, která je závislá na péči jiné osoby ve stupni 2-4, pokud se jedná o osobu blízkou, nebo žijící ve stejné domácnosti,
- je nezaopatřeným dítětem (studentem).

OSVČ může svou činnost vykonávat jako hlavní, nebo vedlejší. 
Při vykonávání hlavní činnosti je v prvním roce OSVČ povinna hradit minimální měsíční zálohy na zdravotní a sociální pojištění. V roce 2022 činily tyto minimální měsíční zálohy 2722 Kč na zdravotní pojištění a 2841 Kč na sociální pojištění. V dalších letech platí OSVČ zálohy úměrné příjmům v předchozím roce, ale vždy alespoň ve výši výše uvedených minimálních záloh.
U vedlejší činnosti se v prvním roce zálohy na zdravotní a sociální pojištění neplatí.
Měsíční záloha na sociální pojištění se v dalších letech platí ve výši vypočtené z příjmu z předchozího roku, ale i zde je minimální záloha, která pro rok 2022 činila 1137 Kč.
U zdravotního pojištění je to složitější: zaměstnanci, kteří na vedlejší činnost podnikají, zálohy neplatí vůbec. Ostatní, tzv. státní pojištěnci, kteří podnikají, platí měsíční zálohy ve výši, které jsou úměrné jejich příjmům v předchozím roce, přičemž zde není stanovena minimální měsíční záloha.

## Minimální zálohy OSVČ vývoj

#### Minimální zálohy sociální pojištění - vývoj
| Rok  | Hlavní činnost | Vedlejší činnost |
| ---- | -------------- | ---------------- |
| 2025 | 4 759 Kč       | 1 496 Kč         |
| 2024 | 3 852 Kč       | 1 413 Kč         |
| 2023 | 2 944 Kč       | 1 178 Kč         |
| 2022 | 2 841 Kč       | 1 137 Kč         |

#### Minimální zálohy zdravotní pojištění - vývoj
| Rok  | Hlavní činnost |
| ---- | -------------- |
| 2025 | 3 143 Kč       |
| 2024 | 2 968 Kč       |
| 2023 | 2 722 Kč       |
| 2022 | 2 627 Kč       |